# Palm Coast
Palm Coast is een plaats (city) in de Amerikaanse staat Florida, en valt bestuurlijk gezien onder Flagler County.

## Demografie
Bij de volkstelling in 2000 werd het aantal inwoners vastgesteld op 32.732.
In 2006 is het aantal inwoners door het United States Census Bureau geschat op 68.013, een stijging van 35281 (107,8%).

## Geografie
Volgens het United States Census Bureau beslaat de plaats een oppervlakte van
133,9 km², waarvan 131,4 km² land en 2,5 km² water.

## Plaatsen in de nabije omgeving
De onderstaande figuur toont nabijgelegen plaatsen in een straal van 32 km rond Palm Coast.